# Lisburn
 (août 2025).
Si vous disposez d'ouvrages ou d'articles de référence ou si vous connaissez des sites web de qualité traitant du thème abordé ici, merci de compléter l'article en donnant les références utiles à sa vérifiabilité et en les liant à la section « Notes et références ».
Lisburn est une ville du Royaume-Uni, située en Irlande du Nord, qui a le statut de cité depuis 2002. Située au sud-ouest de Belfast, la ville fut fondée sur le fleuve Lagan qui divise les comtés Antrim et Down. Lisburn est la troisième ville d'Irlande du Nord et la sixième de l'île par sa population.

## Origine du nom
La ville était connue comme Lisnagarvey, le nom du townland (petit canton irlandais), qui vient de l'irlandais Lios na gCearrbhach ou « fort circulaire des joueurs ». Les archives de la cathédrale montrent que le nom Lisburn devint commun vers 1662. Selon la tradition locale la ville fut renommée en 1662 pour commémorer l'incendie (du verbe anglais to burn qui veut dire « brûler ») pendant la rébellion irlandaise de 1641. Le nom original s'utilise encore comme titre de certains collèges et clubs de sport locaux.

## Histoire
Lisburn fut construite sur une colline au-dessus du fleuve Lagan, où se trouvait un fort. En 1611 le roi Jacques Ier octroya à Sir Fulke Conway, un Gallois de lignage normand, le territoire de Killultagh dans le sud-ouest d'Antrim. Conway emmena des colons gallois et anglais, et géra la construction d'un manoir et une église en 1623. Le manoir fut détruit en 1707 par un incendie accidentel et ne fut jamais reconstruit ; la devise de la ville, ex igne resurgam en latin (« je surgirai du feu ») fait allusion à cet incident.
En outre, Lisburn est connue comme le berceau de l'industrie du lin en Irlande, qui fut établie en 1698 par Louis Crommelin et d'autres Huguenots venus de France au XVIIe siècle pour échapper à la persécution. Le musée du lin, qui se trouve sur la place du marché, présente une exposition sur l'histoire de cette industrie.

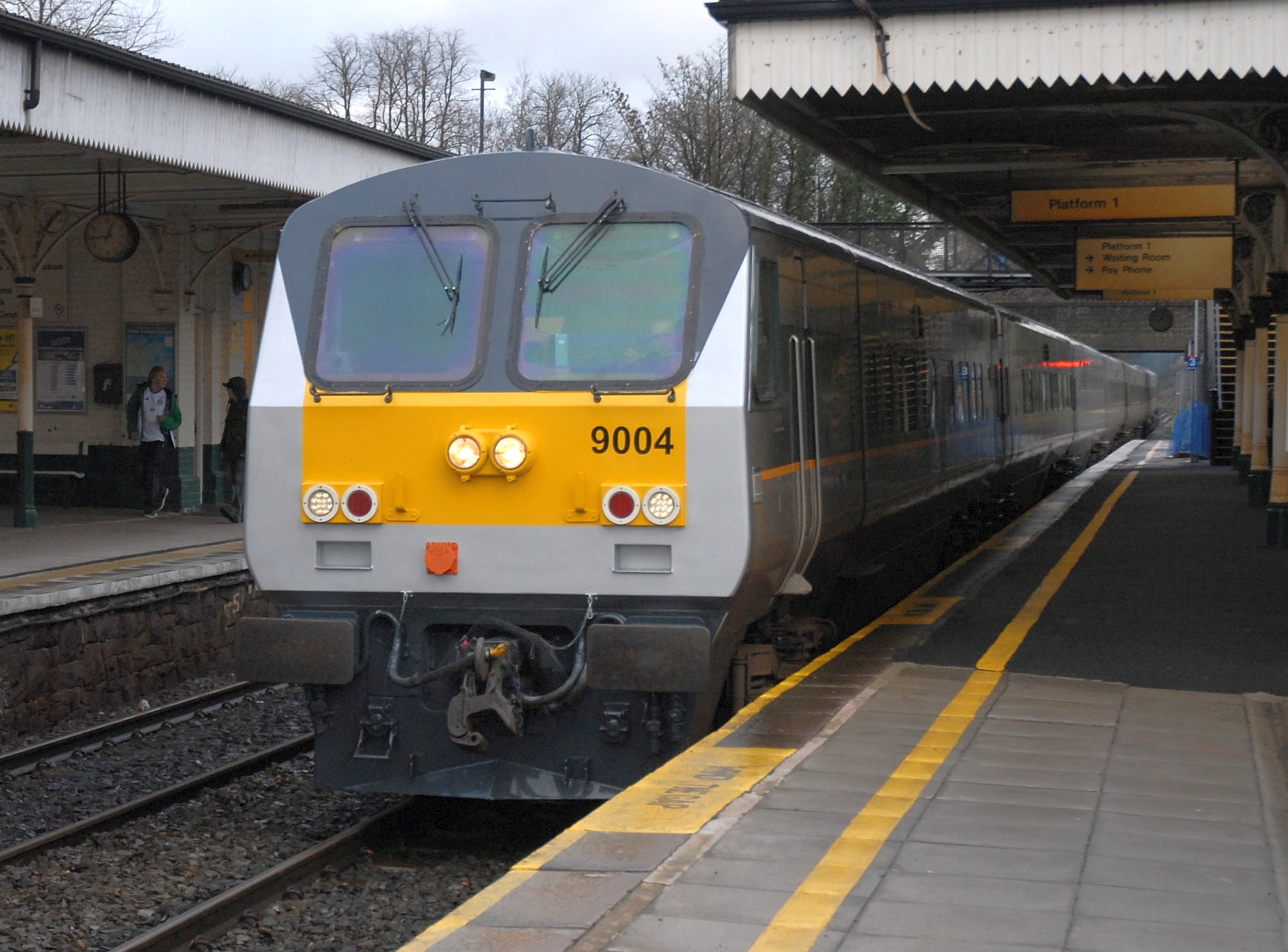
Enterprise (Grandes lignes) : train en gare de Lisburn.

## Personnalités liées à la communauté
- Lucinda Riley (1966-2021), écrivaine irlandaise
- Ray Stevenson (1964-2023), acteur britannique